# یونیین ویلیج، گرنادا
یونیین ویلیج، گرنادا (به لاتین: Union Village) یک منطقهٔ مسکونی در گرنادا است که در Saint Andrew Parish, Grenada واقع شده‌است. یونیین ویلیج ۴۶ متر بالاتر از سطح دریا واقع شده‌است.